# Jacobo de la Pezuela y Lobo
Jacobo de la Pezuela y Lobo (Cádiz, 24 de julio de 1811-La Habana, 13 de octubre de 1882) fue un militar, escritor e historiador español.

## Biografía
Ossorio y Bernard le hace nacido en Cádiz el 24 de julio de 1812, si bien otros autores datan su nacimiento en 1811, en esta misma ciudad. Coronel de caballería, gentilhombre de cámara e individuo de número de la Real Academia de la Historia, destacó por sus obras geográficas e históricas acerca de la isla de Cuba. Fue autor de un Diccionario geográfico, estadístico, histórico, de la isla de Cuba. En 1864 era colaborador del diario madrileño La Época. Falleció en La Habana el 13 de octubre de 1882.